# أحمد بوكوس
أحمد بوكوس (مواليد 15 أكتوبر 1946) هو أكاديمي ولساني وعالم اجتماع مغربي. يشغل منصب عميد المعهد الملكي للثقافة الأمازيغية بالمغرب، وهو ناشط بارز في الحركة الأمازيغية المغربية، وباحث مخضرم في مجال اللغة والثقافة الأمازيغية.

## مسيرته
من مواليد يوم 15 أكتوبر 1946 بمدينة الأخصاص (عمالة سيدي إفني). أكمل دراسته الابتدائية في أكادير. بعد ذلك، توجه تباعا إلى تارودانت ومراكش حيث واصل دراسته الإعدادية والثانوية. استقر في الرباط، والتحق بجامعة محمد الخامس لمتابعة دراسته في تخصصات الآداب والتاريخ والبيداغوجيا ما بين 1964 و1967. ومع حصوله على شهادته، دخل التعليم الثانوي وعمل لعدة سنوات مُدرّسا للغة الفرنسية.
وفي الرباط، شارك في عام 1967 مع الناشطين الأمازيغ الأوائل، إبراهيم أخياط، وعلي صدقي أزايكو وآخرين، في تأسيس أول جمعية مغربية كبرى تهتم حصرا بالثقافة الأمازيغية، هي "الجمعية المغربية للبحث والتبادل الثقافي" (AMREC).
بعد أن أمضى أربع سنوات في باريس لإعداد أطروحته، تحت إشراف جيرمان تيون، ليصبح أول متحدث أمازيغي يحصل على الدكتوراه بلغته الأمازيغية. وتم تعيينه بعد ذلك سنة 1974 أستاذا بكلية الآداب والعلوم الإنسانية بجامعة محمد الخامس بالرباط، كما درّس اللغة الأمازيغية بالمعهد العالي للأركيولوجيا والتراث بالرباط.
وفي هذه الفترة أعدّ شهادة دكتوراه الدولة في اللسانيات التي ناقشها في جامعة باريس 8 سنة 1987 تحت إشراف جان كلود شوفالييه. وفي 2002، شارك في تأسيس المعهد الملكي للثقافة الأمازيغية. وفي 23 نوفمبر 2003، عُيّن عميدا للمعهد الملكي للثقافة الأمازيغية خلفا لأول عميد محمد شفيق، وهو المنصب الذي لا يزال يشغله حتى اليوم.

### مناصبه
- عمل أستاذا جامعيا بكلية الآداب بجامعة محمد الخامس بالرباط بين عامي 1986 و2002؛
- أشرف على رسائل وأطروحات عديدة حول اللغة الأمازيغية، كما درس هذه اللغة في المعهد العالي للأركيولوجيا والتراث بالرباط بين عامي 1986 و1994؛
- عُيّن عميدا للمعهد الملكي للثقافة الأمازيغية سنة 2003.

### انتقادات
تعرض هو ومؤسسة المعهد الأمازيغي لنقد قوي من طرف الحركة الثقافية الأمازيغية بسبب قلة النتائج المحصل عليها واستمرار منع الأسماء الأمازيغية في مختلف أنحاء المغرب، بالإضافة إلى انهيار وفشل مشروع تعليم اللغة الأمازيغية وانعدام الاعتراف الرسمي بالأمازيغية لغة وهوية. وفي عام 2005 انسحب 7 أعضاء من مؤسسة المعهد دفعة واحدة احتجاجا على جمود الوضع ووجود قلاع مقاومة في جهاز الحكم بالمغرب ضد المشروع الأمازيغي. لكن منذ سنة 2011 أصبحت الأمازيغية لغة رسمية في المغرب.

## من مؤلفاته
- اللغة والثقافة الشعبية بالمغرب (سنة 1977).
- المجتمع، اللغات والثقافات بالمغرب (سنة 1995).
- الهيمنة والاختلاف (سنة 2000).
- القرائية والتنمية المستدامة بالمغرب (سنة 2001).
- الأمازيغية والسياسة اللغوية والثقافية بالمغرب (سنة 2003)، ضمن منشورات مركز طارق بن زياد بالرباط.
- فونولوجيا الأمازيغية (2008 - 2009).
- مسار اللغة الأمازيغية، الرهانات والاستراتيجيات (باللغات العربية، الفرنسية، الإنجليزية). (2013).

## وصلات خارجية
- أحمد بوكوس على موقع أرشيف الشارخ.